# Alison Statton

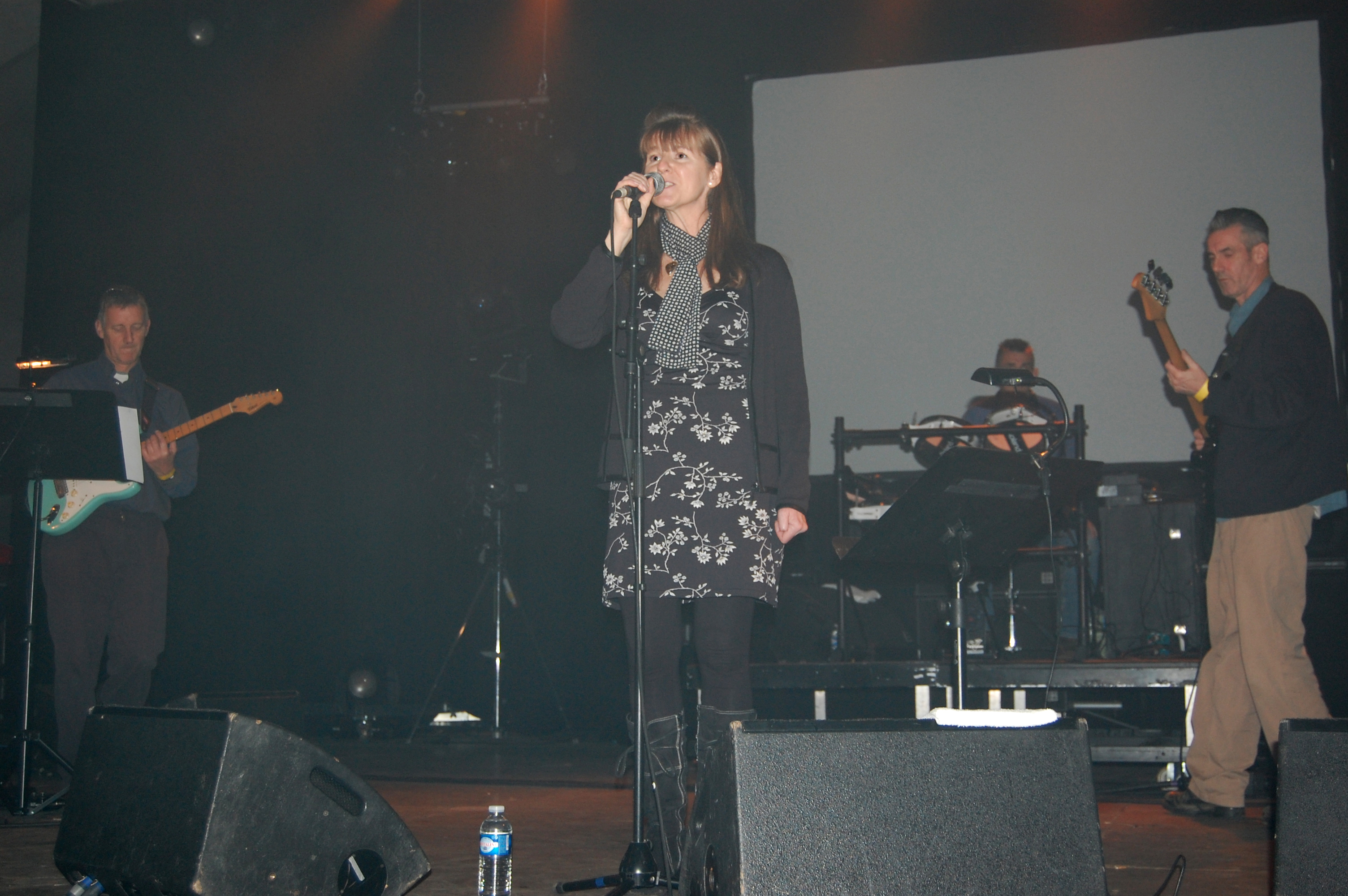
Young Marble Giants en concert au Festival Factory, Nivelles, Belgique, 1 novembre 2008

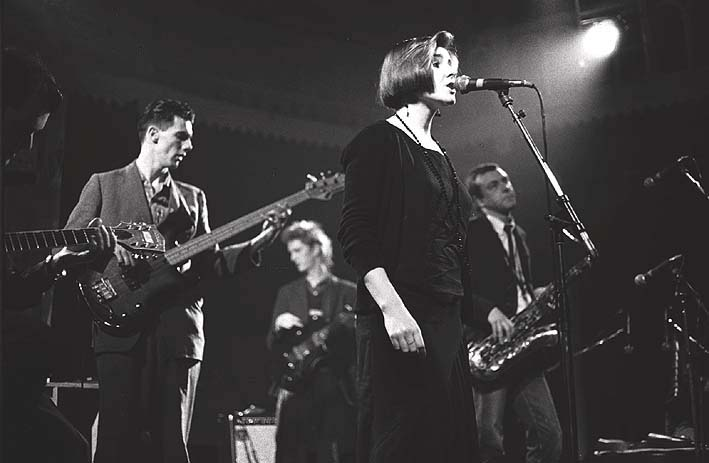
Weekend au Paradiso, Amsterdam, 5 février 1983

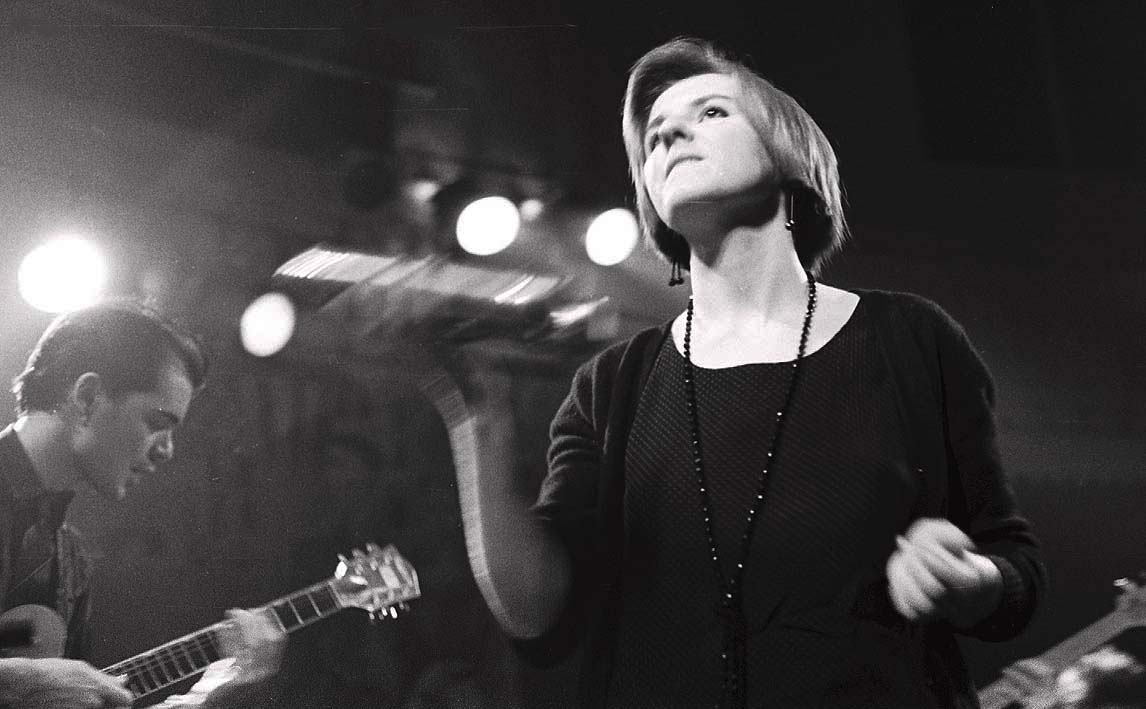
Weekend au Paradiso, Amsterdam, 2 février 1983

Alison Statton (née en mars 1958) est une chanteuse galloise connue pour sa participation au groupe Young Marble Giants. Parmi ses fans on retrouve Kurt Cobain, Courtney Love, Belle and Sebastian et Renato Russo.

## Carrière musicale
Née à Cardiff (Pays de Galles), la carrière musicale de Statton commence en 1978 en tant que chanteuse du groupe Young Marble Giants. Après la séparation du groupe en 1981, elle a formé le groupe d'influence jazz Weekend avec Simon Emmerson (Booth) et Spike Williams, sortant l'album La Varieté en 1982 et un album en public, Live at Ronnie Scott's, en 1983,.
Statton est retournée à Cardiff pour suivre une  formation de chiropracteur tout en enseignant le t'ai chi.
Elle est revenue à la musique à la fin des années 1980 et a sorti deux albums avec Ian Devine, le guitariste de Ludus (en), sous le nom de Devine and Statton : The Prince of Wales (1989) et Cardiffians (1990),,.
Après ses travaux avec Devine, elle a sorti quelques disques avec Spike dans les années 1990, en commençant par Weekend in Wales (1993),,.
Young Marble Giants se reforma pour quelques concerts durant septembre 2007 à Barcelone, Paris, Vigo, Porto, Berlin, au festival de Hay, au festival ATP et en Belgique. Quelques concerts suivirent en 2012 et 2013.
La voix de Statton a été qualifiée de « jolie et sans artifices », froide et dépassionnée, et fantomatique et fragile, avec une « exécution timide et chantante. » Son style vocal a par la suite influencé beaucoup d'artistes indie pop.
Elle travaille actuellement comme chiropracteur.

## Disques

### Avec Young Marble Giants
- Colossal Youth (1980), Rough Trade
- Salad Days (2000), Vinyl Japan
- Live at the Hurrah (2004), Cherry Red
- Colossal Youth & Collected Works (2007), Domino

### Avec Weekend
- La Variete (1982), Rough Trade
- Live at Ronnie Scott's (1983), Rough Trade
- Archive (2003), Vinyl Japan

### Devine & Statton
- The Prince of Wales (1988), Les Disques du Crépuscule
- Cardiffians (1990), Les Disques Du Crépuscule

### Avec Spike
- Weekend in Wales (1993), Vinyl Japan
- Tidal Blues (1994), Vinyl Japan
- Maple Snow (1995), Vinyl Japan
- The Shady Tree (1997), Vinyl Japan

### Autres apparitions
- The Gist - Embrace the Herd (1982): voix sur "Clean Bridges"
- Stuart Moxham & The Original Artists – Signal Path (1992): voix sur "Knives (Always Fall)"